# رونالد منديز
رونالد منديز (بالإسبانية: Ronald Méndez)‏ (26 أكتوبر 1982 في فنزويلا - ) هو لاعب كرة طائرة فنزويلا. شارك في الألعاب الأولمبية الصيفية 2008.

## وصلات خارجية
- رونالد منديز على موقع أوليمبيديا (الإنجليزية)